# 77 км (зупинний пункт, Криворізька дирекція Придніпровської залізниці)
Платфо́рма 77 км (сімдесят сьомий кілометр) — залізнична платформа Криворізької дирекції Придніпровської залізниці на лінії Верхівцеве — Кривий Ріг-Головний.
Розташована в селі Зелене Поле Криворізького району Дніпропетровської області між станціями Девладове (12 км) та Пичугине (4 км).
На платформі зупиняються електропоїзди сполучення Дніпро — Кривий Ріг.